# Oktiabrskij (obwód tambowski)
Oktiabrskij (ros. Октябрьский) – osiedle w Rosji, w obwodzie tambowskim, w rejonie piczajewskim. W 2010 liczyło 240 mieszkańców.